# 王宁 (元朝)
王宁，元朝保定（今河北省保定市）人，王昔剌之次子。
其兄王宏先佩金符，为左卫千户。枢密院拟王宁袭武职，王宁让给王宏，于是授王宏为中卫都指挥使，佩戴父亲的虎符，以王宁代宏为千户，佩金符。王宁跟随阿剌台、憨合孙北征，追击脱脱木儿之军至阿纳秃阿之地。回师，又跟随别急里迷失等与外剌作战，斩首百余级。跟随忽鲁忽孙北征有功。升为右卫亲军总管，后改任前卫都指挥使司佥事。其子王处恭袭王宏之职，官至侍御史。